# Vikersundbacken

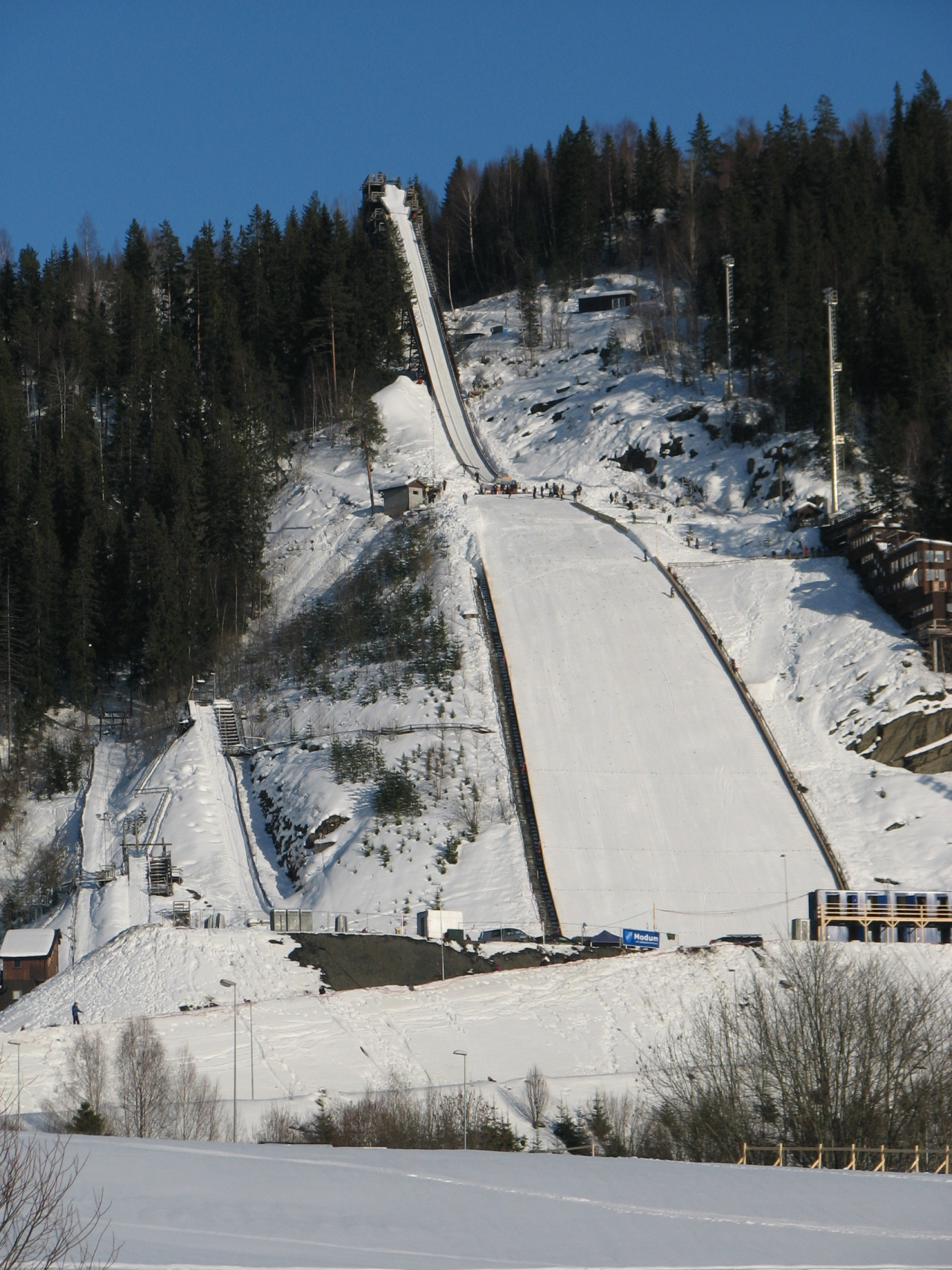
Vikersund skidflygningsbacke 2009

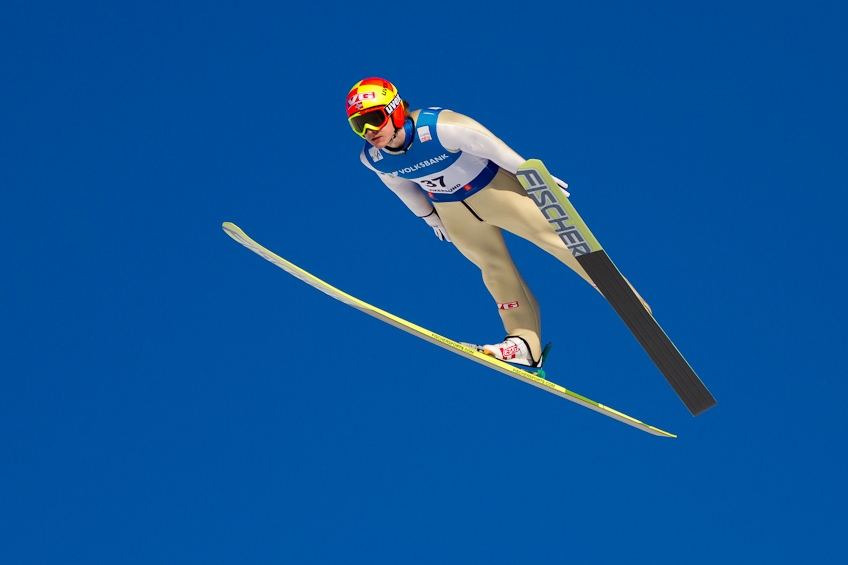
Tom Hilde i Vikersund 2011

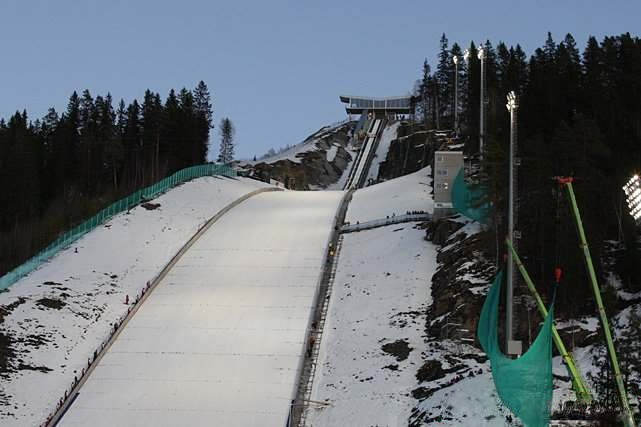
Vikersundbacken 2012

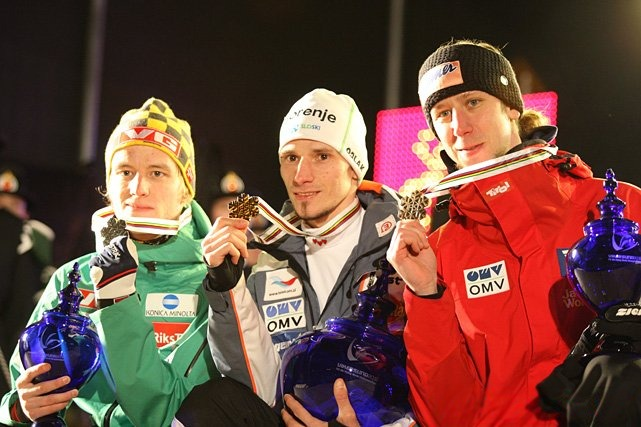
Medaljvinnarna under VM i skidflygning 2012.
Från vänster: Rune Velta, Robert Kranjec och Martin Koch.

Vikersundbacken (no. Vikersundbakken) är en backhoppsanläggning som ligger i Vikersund i Modum kommun i Buskerud fylke i Norge. Vikersund Hoppsenter består av 7 backhoppningsbackar. Till backanläggningen hör bland annat Nordens enda skidflygningsbacke. Backen har K-punkt 200 meter (K200) och backstorleken är 225 meter (HS225). Den var den första av världens 5 skidflygningsbackar att byggas om efter de nya bestämmelserna om hur nya och ombyggda backarna skall utformas, reglerna togs i bruk av Internationella skidförbundet år 2012 för att höja säkerheten för hopparna. Därefter har även skidflygningsbackarna i Planica (Letalnica), Bad Mitterndorf (Kulm) och Obersdorf (Heini Klopfer-backen) byggts om med samma utformning (K200 och HS225).

## Historia
I början av 1930-talet ville Vikersund Idrettsforening bygga Norges största hoppbacke. En kommitté tillsattes för planeringen, och denna valde Heggenåsen till byggplats. Backen stod färdig 1936 och kommittémedlemmen Kristian Hovde var den första att hoppa i öppningstävlingen. Kristian Hovde blev backchef i Vikersund och var en pådrivare för modernisering och ombyggnationer av backen. Backen byggdes om 1955 och 1956, och snart därefter fick man hopp över 100 meter.
Ytterligare förbättringar av backen skedde 1966. Norrmannen Bjørn Wirkola satte två backrekord 1966: 145 och 146 meter. Det sista rekordet var också världsrekord, det första av tre världsrekord som satts i backen. Redan 1967 satte österrikaren Reinhold Bachler nytt backrekord och världsrekord. Bachler landade på 154 meter.
Det första VM i skidflygning i Vikersundbacken arrangerades 1977. Tävlingen vanns av schweizaren Walter Steiner,17,5 poäng före Anton Innauer (Österrike) och 23 poäng före Henry Glass (Östtyskland).
Vikersundsbacken byggdes om till K175 före VM i skidflygning 1990. Den regerande norska världsmästaren från Oberstdorf 1988 satte nytt backrekord med 167 meter, men finländaren  Matti Nykänen och Dieter Thoma från Västtyskland hoppade senare i tävlingen 171 meter. Dieter Thoma vann VM-guldet 6,9 poäng före Matti Nykänen. Finland. Jens Weissflog, Tyskland tog bronset, bara 1,5 poäng efter Nykänen på silverplatsen.
Det arrangerades VM i skidflygning i Vikersund också 2000. Backen byggdes om til K185. Andreas Goldberger satte nytt backrekord med 207 meter, men i själva tävlingen vann Sven Hannawald (Tyskland) 14,2 poäng före Andreas Widhölzl (Österrike) och 52,7 poäng före Janne Ahonen (Finland).
Under VM 1990 såväl som 2000 ledde stark vind till svåra tävlingsförhållanden. Vikersund blev 2009 tilldelad VM i skidflygning 2012. Backen blev än en gång ombyggd, och då till nuvarande K195/HS225. Backen blev nu så stor som Internationella Skidförbundet (FIS) reglemente tillåter. Förutom att öka storleken monterades även bättre vindskydd, vilket gjort backen mindre sårbar för väderleken. Backen stod färdig och godkändes av FIS den 2 februari 2011.
Världscupen i backhoppning arrangerades första gången 1979/1980, då Vikersund höll en deltävling. Efter det har världscupen ofta hållit tävlingar i Vikersund. Kontinentalcupen (COC) arrangerades första gången i backen 2004. I damtävlingen satte Anette Sagen (Norge) och Helena Olsson Smeby (Sverige) backrekord för damer med 174,5 meter. I första världscuptävlingen i den nya backen i februari 2011 satte Johan Remen Evensen nytt backrekord tillika världsrekord med 246,5 meter.
Den individuella tävlingen i VM i skidflygning 2012 präglades av svåra vindförhållanden. Två av tre omgångar kunde genomföras. Robert Kranjec, Slovenien vann tävlingen 3,0 poäng före Rune Velta Norge och 22,1 poäng före österrikaren Martin Koch. Längsta hoppet gjorde Anders Fannemel från Norge som hoppade 244,5 meter – 2 meter kortare än världs- och backrekordet av Johan Remen Evensen. Lagtävlingen vanns av Österrike före Tyskland. Slovenien tog bronset, den första allra medaljen till Slovenien i laghoppstävlingen i världsmäskapen i skidflygning. Längsta hoppet hade Rune Velta på 243 meter.

## Världsmästerskap i Vikersundbacken
| År   | Typ tävling     | Backstorlek | Vinnare        | 2 plats          | 3 plats        |
| ---- | --------------- | ----------- | -------------- | ---------------- | -------------- |
| 2012 | VM skidflygning | K-195       | Robert Kranjec | Rune Velta       | Martin Koch    |
| 2000 | VM skidflygning | K-185       | Sven Hannawald | Andreas Widhölzl | Janne Ahonen   |
| 1990 | VM skidflygning | K-175       | Dieter Thoma   | Matti Nykänen    | Jens Weissflog |
| 1977 | VM skidflygning | K-155       | Walter Steiner | Toni Innauer     | Henry Glass    |

## Backrekord

### Herrar
| År   | Namn               | Längd   |
| ---- | ------------------ | ------- |
| 1936 | Hilmar Myhra       | 85,0 m  |
| 1946 | Arnholdt Kongsgård | 87,5 m  |
| 1948 | Arnholdt Kongsgård | 88,5 m  |
| 1951 | Arne Hoel          | 98,0 m  |
| 1957 | Arne Hoel          | 100,5 m |
| 1958 | Asbjørn Osnes      | 108,5 m |
| 1960 | Paavo Lukkariniemi | 116,5 m |
| 1966 | Bjørn Wirkola      | 145,0 m |
| 1966 | Bjørn Wirkola      | 146,0 m |
| 1967 | Reinhold Bachler   | 154,0 m |
| 1977 | František Novák    | 157,0 m |
| 1986 | Piotr Fijas        | 163,0 m |
| 1990 | Matti Nykänen      | 171,0 m |

| År   | Namn                | Längd   |
| ---- | ------------------- | ------- |
| 1993 | Espen Bredesen      | 185,0 m |
| 1995 | Takanobu Okabe      | 194,0 m |
| 2000 | Andreas Goldberger  | 207,0 m |
| 2004 | Martin Koch         | 209,0 m |
| 2004 | Roland Müller       | 211,0 m |
| 2004 | Olav Magne Dønnem   | 214,0 m |
| 2004 | Roland Müller       | 219,0 m |
| 2009 | Harri Olli          | 219,0 m |
| 2011 | Daiki Ito           | 220,0 m |
| 2011 | Johan Remen Evensen | 243,0 m |
| 2011 | Johan Remen Evensen | 246,5 m |
| 2015 | Peter Prevc         | 250,0 m |
| 2015 | Anders Fannemel     | 251,5 m |

### Damer
| År   | Namn                | Längd   |
| ---- | ------------------- | ------- |
| 2004 | Anette Sagen        | 174,5 m |
| 2004 | Helena Olsson Smeby | 174,5 m |